# Лялько, Степан Максимович
Степан Максимович Лялько (22 декабря 1904 — 13 июня 1976) — советский военный. Контр-адмирал (1949); кандидат военно-морских наук (1957).

## Биография
Родился 22 декабря 1904 года в городе Переяслав. Окончил Параллельные классы Военно-морского училища имени Фрунзе (1933), Специальные курсы командного состава (СККС) ВМС РККА (1935), Академические курсы офицерского состава (АКОС) при Военно-морской академии имени Ворошилова (1947), военно-морской факультет Высшей военной академии имени Ворошилова с золотой медалью (1951).
Ученик-комендор (артиллерист), комендор Объединенной школы Учебного отряда (10.1926-09.1927), курсант-младший командир той же школы (09.1927-05.1928), младший командир 10-й батареи Береговой обороны Морских Сил Черного моря (05.1928-10.1929). Курсант Военно-морского училища имени Фрунзе (10.1929-05.1933). Курсант-стажер на кораблях Амурской военной флотилии (05-06.1933). Командир артиллерийского сектора канонерской лодки «Красное Знамя» (06.1933-11.1934). Слушатель Специальных курсов командного состава (СККС) ВМС РККА (11.1934-07.1935). Командир артиллерийского сектора монитора «Свердлов» (08.1935-08.1936), помощник командира (08.1936-11.1937), командир монитора «Свердлов» (11.1937-03.1939), начальник штаба (03-10.1939), командир (10.1939-04.1940) 2-го отдельного дивизиона мониторов, помощник начальника штаба (07-09.1940), заместитель начальника штаба, он же начальник 2-го отдела (боевой подготовки) (09.1940-02.1942), начальник штаба Амурской военной флотилии (02.1942-11.1943).
С 1944 года капитан второго ранга, 02. 1944 — 9.5.1945 командир бригады речных кораблей возрожденной Днепровской флотилии. Первая бригада речных кораблей под его командованием участвовала в Белорусской операции, освобождении городов Бобруйска и Пинска, за что была отмечена и ей было присвоено наименование «Бобруйской». За успешное выполнение боевых задач после взятия Берлина бригада получила почетное наименование «Берлинской».
Заместитель начальника морского отдела при штабе Главнокомандующего войсками Дальневосточного фронта (06—09.1945). Участник Советско-японской войны. Начальник штаба Каспийской военной флотилии (09.1945—07.1947), с перерывом. Слушатель Академических курсов офицерского состава при Военно-морской академии имени Ворошилова (11.1946—08.1947). Командующий Днепровской военной флотилии (07.1947—12.1949). Слушатель военно-морского факультета Высшей военной академии имени Ворошилова (12.1949—11.1951). В распоряжении начальника Высшей военной академии имени Ворошилова (11.1951—01.1952), начальник кафедры истории военно-морского искусства (01.1952—09.1956), заместитель начальника кафедры (09.1956—08.1960 гг.; 08.1961—12.1965 гг.), старший преподаватель истории войны и военного искусства Военной академии Генерального штаба Вооруженных Сил СССР (08.1960—08.1961).
Умер 13 июня 1976 г. и похоронен на Химкинском кладбище.

## Автор трудов
Автор нескольких учебных пособий, многочисленных статей в сборниках трудов академии.

## Награды
- Орден Ленина,
- Два ордена Красного Знамени,
- Орден Нахимова 2 степени,
- Орден Отечественной войны 1 степени,
- Два ордена Красной Звезды,
- именное оружие,
- Орден «Virtuti Militari» 5 класса (Польша).